# Pige
En pige er betegnelsen for ethvert menneske af hunkøn til hun bliver voksen. Ordet kan også betyde en ung kvinde.
I visse dialekter bruges andre ord for pige som på bornholmsk, hvor det hedder en pibel og flera pibla. Udtrykket en peia bruges om en ansat tjenestepige.

## Demografi
I 2004 var der over en milliard piger i verden.[kilde mangler] Siden 1700-tallet har man beregnet kønsopdelingen til at være omkring 1.050 drenge for hver 1.000 piger, der fødes, og kønsselektion fra forældrenes side har yderligere reduceret antallet af piger. Selvom de Forenede Nationers Internationale konvention om økonomiske, sociale og kulturelle rettigheder (ICESCR) har bekendtgjort, at "grunduddannelse skal være obligatorisk og frit tilgængeligt for alle", er der en lidt mindre sandsynlighed for at piger får en ordentlig skolegang (70%:74%). Der har været verdensomspændende forsøg på at lukke dette hul (såsom gennem 2015 Målene), og det vurderes at være lukket siden 1990.

## Køn og miljø
Biologisk køn påvirkes af miljøet på måder, som man endnu ikke forstår fuldt ud. Identiske tvillingepiger adskilt ved fødslen og genforenet flere årtier senere har vist både overraskende ligheder og forskelligheder. I 2005 bemærkede Kim Wallen fra Emory University "Jeg tror at spørgsmålet om 'natur kontra opfostring' ikke er meningsfuldt, fordi det behandler dem som individuelle faktorer, hvorimod alting i virkeligheden er natur og opfostring." Wallen sagde at kønsforskellene fremkommer meget tidligt og kommer gennem en underliggende forkærlighed som drenge og piger har for deres valgte aktiviteter. Piger foretrækker ofte legetøj og andre objekter som de kan interagere med, mens drenge sandsynligvis vil foretrække "ting som de kan manipulere og gøre noget ved." Ifølge Wallen vil forventningerne ikke desto mindre spille en rolle i hvordan piger klarer sig akademisk. For eksempel, hvis piger som er gode til matematik får at vide at en test er "kønsneutral" vil de klare testen godt, men hvis de på forhånd får at vide at drenge tidligere har klaret testen bedre end piger, vil pigerne ikke klare sig lige så godt. Forfatter Judith Harris har udtalt at bortset fra deres genetiske bidrag, har den opfostring som forældre foretager sandsynligvis mindre indflydelse på deres børn på lang sigt end andre miljømæssige aspekter, såsom børnenes jævnaldrende.
I England har studier foretaget af National Literacy Trust vist, at piger generelt klarer sig indlæringsmæssigt bedre end drenge i alderen 5 til 14 år, hvor de tydeligste forskelle er indenfor læsning og skrivning. Herudover har piger en tendens til at klare sig bedre end drenge på GCSE-niveau i England. Historisk set har piger manglet standardiserede tests. I 1996 var gennemsnitsresultatet på 503 for amerikanske piger af alle racer på den verbale SAT-test 4 point mindre end drengenes resultat. Indenfor matematikken var pigernes gennemsnit 492, hvilket var 35 point mindre end drengenes. I 2006 førte pigerne over drengene på den verbale del af SAT-testen med 11 points. Et studie fra University of Chicago i 2005 viste at hvis der er flertal af piger i klasseværelset forbedrer det drengenes akademiske fremførelse.

## Fodnoter
1. ↑  The State of the World's Children 2004 – Girls, Education and Development  Arkiveret 20. juni 2018 hos  Wayback Machine, UNICEF, 2004
2. ↑  Salon.com, Kurt Kleiner, A mind of their own Arkiveret 6. juni 2011 hos  Wayback Machine (anmeldelse af Nature via Nurture af Matt Ridley), 19. juni 2003, hentet 2. januar 2008
3. ↑  BBC, Jane Beresford, Twins reunited, after 35 years apart, 31. december 2007, hentet 2. januar 2008
4. ↑  Emory University website, Women's work? Arkiveret 15. oktober 2016 hos  Wayback Machine, September 2005, retrieved 2 January 2008
5. ↑  PBS.org, Nature vs. nurture Arkiveret 27. marts 2010 hos  Wayback Machine, 20. oktober 1998, hentet 2. januar 2008
6. 1 2  literacytrust.org, Literacy achievement in England, including gender split Arkiveret 9. december 2008 hos  Wayback Machine, 2007, hentet 7. december 2008
7. ↑  New York Times, Katherine Q Seelye, Group Seeks to Alter S.A.T. to Raise Girls' Scores, 14. marts 1997, hentet 2. januar 2008
8. ↑  ABC News, John Berman, Girls Achieve Rare SAT Scores, 30. august 2006, hentet 2. januar 2008
9. ↑  harrisschool.uchicago.edu, Girl-Dominated Classrooms Can Improve Boys’ Early School Performance Arkiveret 19. august 2007 hos  Wayback Machine, hentet 2. januar 2008